# Barockliteratur
Als Barockliteratur oder Literatur des Barocks (von „Barock“, von barocco portugiesisch für seltsam geformte, schiefrunde Perle) wird in der deutschen Literaturgeschichte seit etwa 1800 die literarische Produktion in Europa (v. a. in Italien, Spanien, Deutschland) im Zeitraum zwischen etwa 1600 und 1720 bezeichnet. Allerdings wird in Frankreich die Literatur dieser Epoche als klassisch oder klassizistisch bezeichnet, obwohl sie ähnliche Stilmittel verwendet. Auch in der Literatur Englands des 17. Jahrhunderts finden barocke Stilmittel Verwendung; dennoch wird nicht von englischer Barockliteratur gesprochen. So ist zwischen einem in Deutschland geprägten Epochenbegriff des Barocks und einem Stilbegriff für besondere Merkmale der Literatur (Metaphern, religiöse und mythologische Allegorien, „Schwulst“) auch anderer Phasen zu unterscheiden. Als Begründer der Literaturgeschichte im Barock gilt Daniel Georg Morhof.
In der Barockdichtung trat das Deutsche an die Stelle des Lateinischen, welches die Sprache der bedeutendsten deutschen Lyriker im 16. Jahrhundert gewesen war. Allerdings war eine humanistisch gebildete und an den lateinischen Werken geschulte Elite weiterhin der Träger der Literatur. Insofern steht die Barockdichtung weit mehr in der Tradition der lateinischen Dichtung, als der bisherigen deutschsprachigen (z. B. der Tradition der Meistersinger um Hans Sachs). Entscheidend für diese Reform der deutschen Dichtung war das Buch von der Deutschen Poeterey (1624) von Martin Opitz, der ersten Poetik in deutscher Sprache.
Die barocke Literatur entzieht sich aufgrund ihrer „Künstlichkeit“ meist der unmittelbaren Einfühlung; sie wird wegen ihrer fehlenden „Natürlichkeit“ von den Literaturkritikern der frühen und mittleren Aufklärung gering geschätzt.

## Motive im Barock
Die Barocklyrik ist im Wesentlichen von drei Leitmotiven geprägt, die das Lebensgefühl der Menschen beschreiben. Vor dem Hintergrund des Dreißigjährigen Krieges (1618–1648) war der Alltag der Menschen von Gewalt und Zerstörung bestimmt. Alle diese Motive setzen sich mit der dadurch weit verbreiteten Angst vor dem Tod und dessen Auswirkungen auf verschiedene Art auseinander:
- Memento mori (lat. = „Bedenke, dass du sterben musst“). Das Memento-mori-Motiv drückt das quälende Todesbewusstsein aus. Dazu zählt die häufig wiederholte Erinnerung an den (nahen) Tod. Es bezieht sich mehr auf den Tod und das Sterben als auf das Leben und steht somit in klarem Kontrast zu dem appellierenden Carpe-diem-Motiv. (Beispiel: Thränen deß Vaterlandes Anno 1636 von Andreas Gryphius)
- Vanitas (lat. = „Eitelkeit“, „Nichtigkeit“, „Misserfolg“, „Vergänglichkeit der Welt“). Das Vanitas-Motiv ist dem Lebensgefühl des memento mori darin ähnlich, dass sie sich beide mit dem Tod und der Vergänglichkeit beschäftigen, anstatt das noch bevorstehende Leben zu fokussieren. Hierbei steht nicht der Tod an sich, sondern die Vergänglichkeit und Nichtigkeit der Menschen im Vordergrund. Dies ist auch in Zusammenhang zu sehen mit der hohen Bedeutung der Transzendenz zu dieser Zeit, das heißt des christlichen Glaubens an ein besseres Leben im Jenseits. (Beispiele: Es ist alles eitel von Gryphius und Die Welt von Christian Hoffmann von Hoffmannswaldau [1679])
- Carpe diem (lat. = „Nutze/Genieße den Tag“). Dieses auf den römischen Dichter Horaz zurückgehende Motiv ruft dazu auf, den Tag bewusst zu erleben und zu genießen und die Gedanken an die Vergänglichkeit nicht allzu schwer auf sich lasten zu lassen. In seinem Verzicht auf Transzendenz, insbesondere auf die Annahme eines jenseitigen Lebens steht es im Widerspruch zur christlichen Weltsicht. Es ist deshalb fraglich, ob carpe diem als zentrales Motiv des Barock betrachtet werden kann. Die häufig als Beispiel angeführte Ode Ich empfinde fast ein Grawen von Martin Opitz [1624] wurde erst bei einem Nachdruck im 19. Jahrhundert unter dem Titel „Carpe diem“ veröffentlicht.

Die drei Motive sind Teil der häufigen Intention der Dichter (siehe unten), die in der Aufforderung zum Lebensgenuss sowie der Ermahnung, des Todes und der Nichtigkeit alles Irdischen zu gedenken und der sich daraus ergebenden Empfehlung sich dem Glauben zuzuwenden, besteht.
Das Lebensgefühl im Barock wies eine ausgeprägte Antithetik (Gegensätzlichkeit) auf. Häufige Ausprägungen dessen waren
- Diesseits und Jenseits
- Spiel und Ernst
- Schein und Sein
- Wollust und Tugend
- Erotik und Askese
- irdisches und himmlisches Leben
- „Carpe diem“ (lat. „Nutze den Tag“) und „Memento mori“ (lat. „Bedenke, dass Du sterben wirst“)
- Ewigkeit und Vergänglichkeit (Vanitas)

und wurden auch so in den lyrischen und epischen Werken als auch in den Dramen der Zeit umgesetzt.
Weitere häufig verwendete Stoffe und Themen entstammen hauptsächlich der Antike, aber auch das Schicksal christlicher Märtyrer sowie der Frauenpreis und die Liebe wurden oft behandelt.